# Ginza

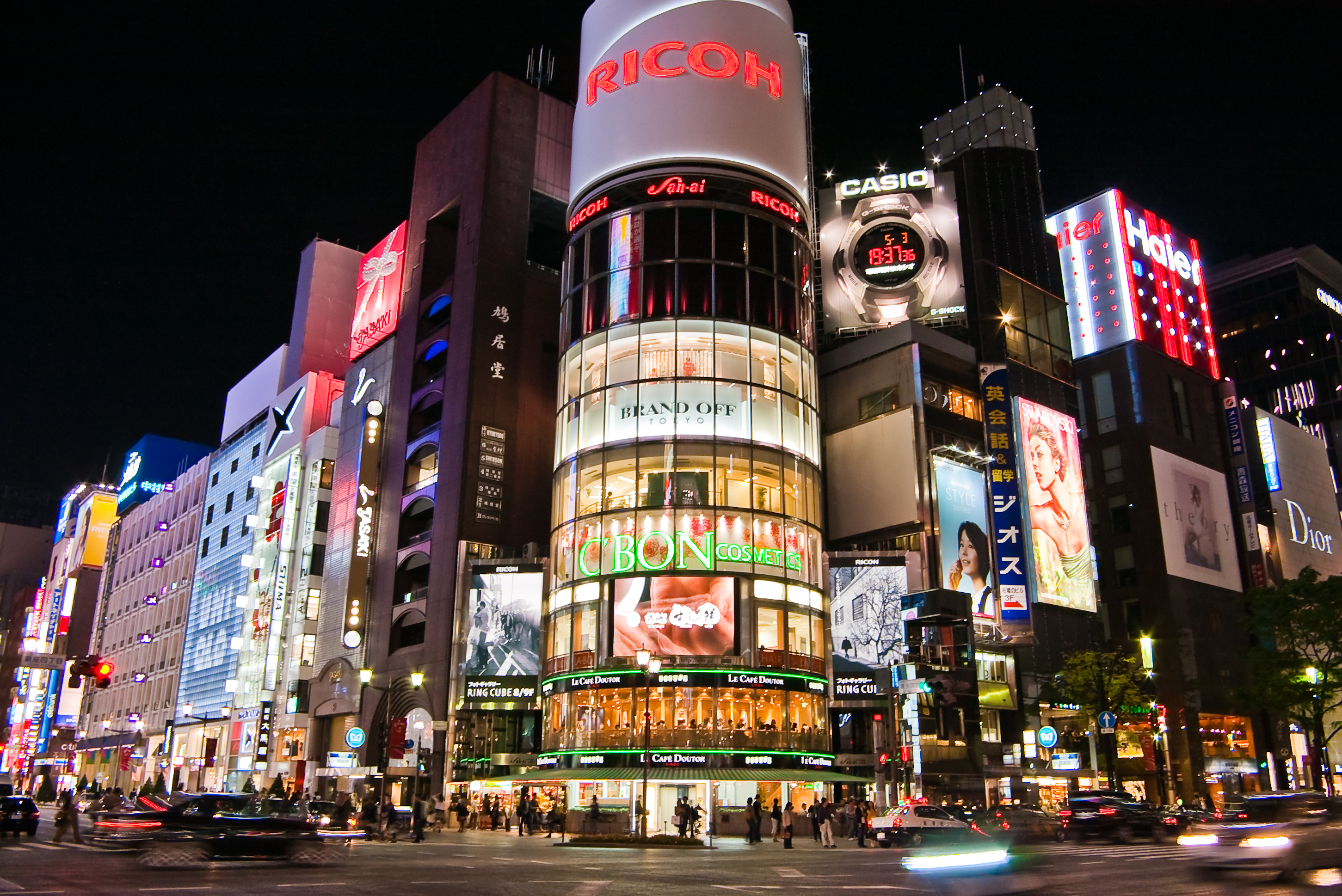
Das San’ai-Gebäude

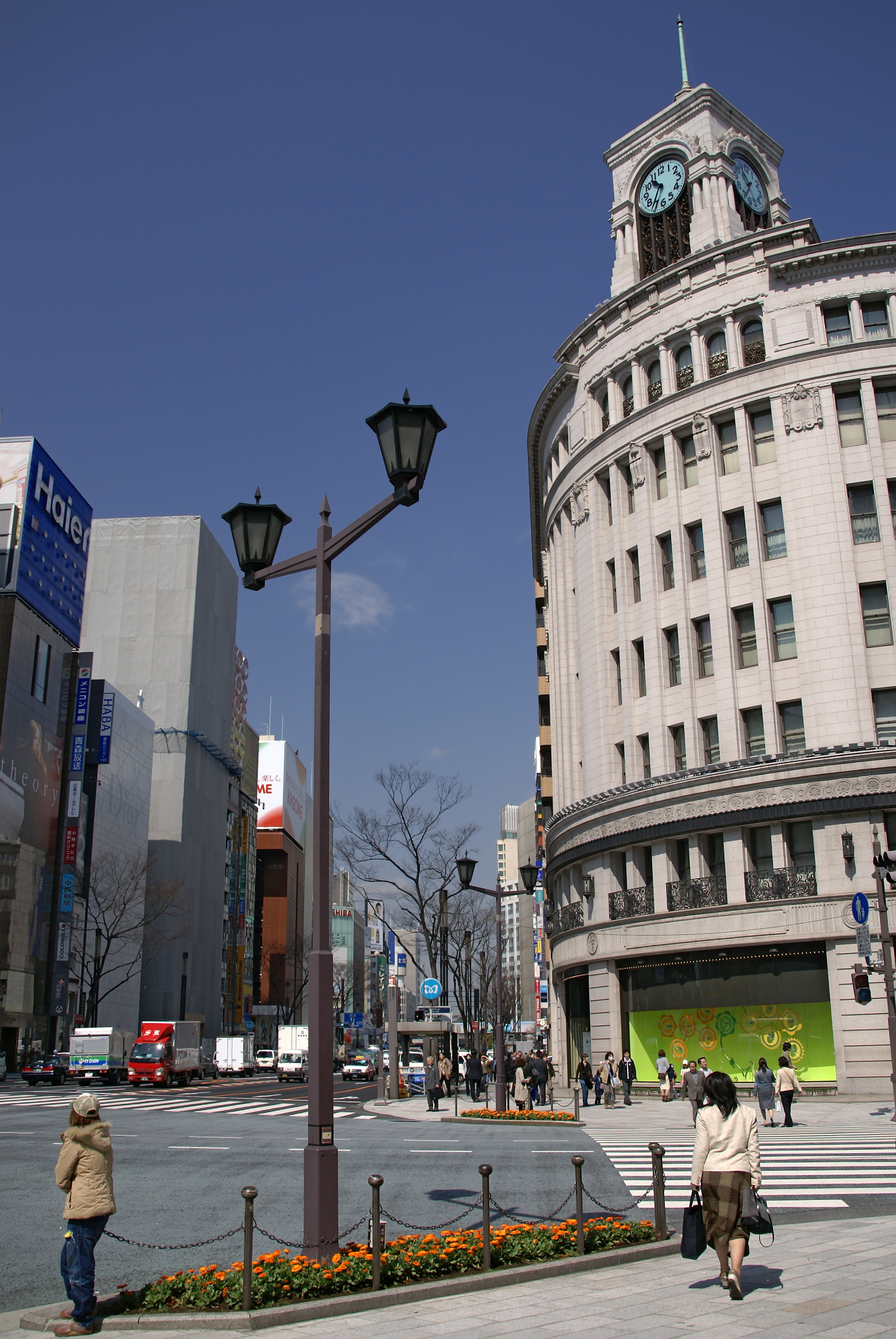
Das Edel-Kaufhaus Wako

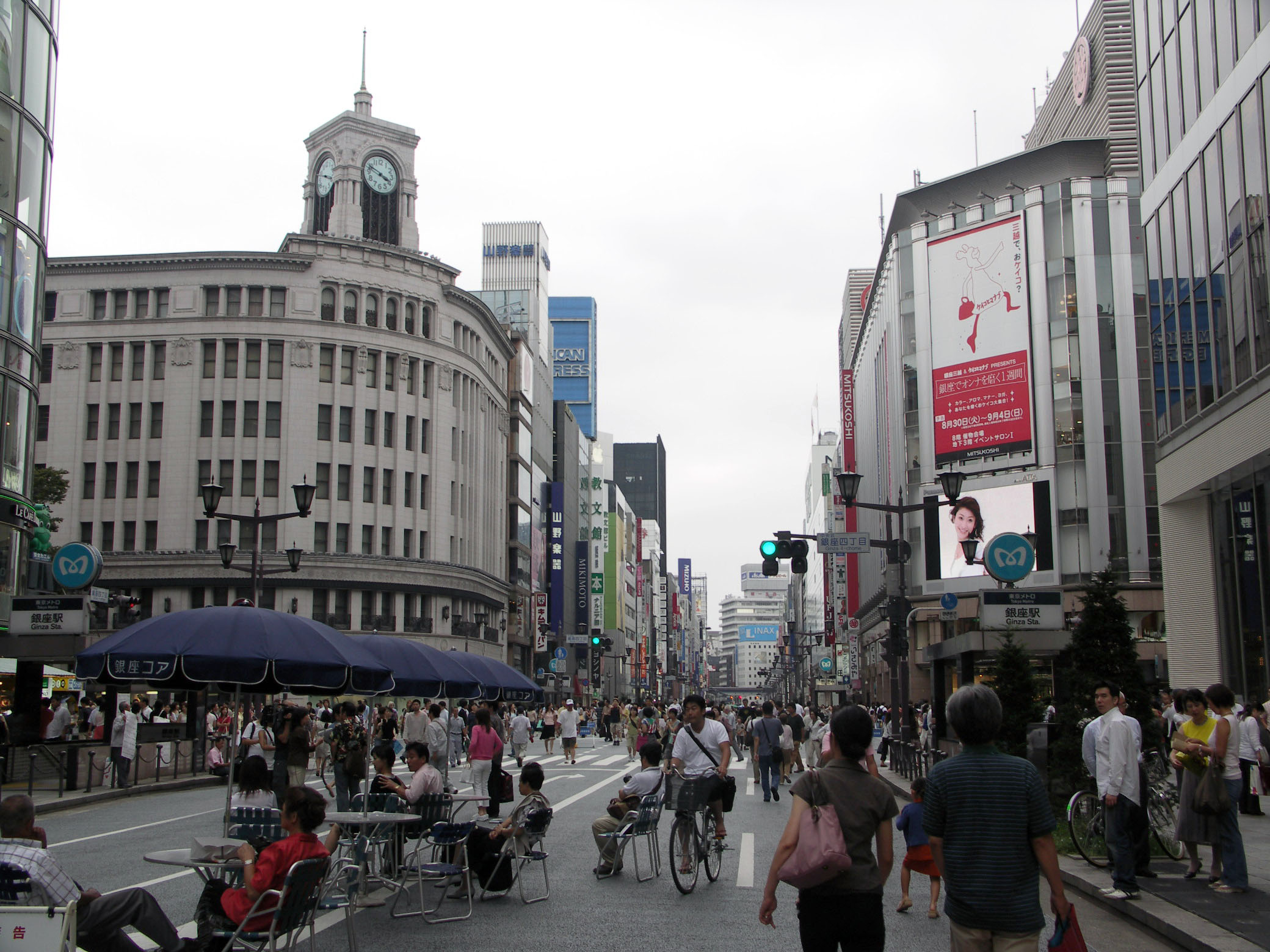
Am Wochenende für Autos gesperrt

Ginza (japanisch 銀座) ist ein als Hauptgeschäfts- und Vergnügungsviertel bekannter Stadtteil des Tokioter Stadtbezirks Chūō mit einer Vielzahl von Restaurants, Theatern, Kaufhäusern, Luxus-Boutiquen, Ausstellungsräumen, Kunstgalerien, Nachtclubs und Hotels.

## Lage
Der Stadtteil wird im Norden, Westen und Süden von der Autobahn Tōkyō Kōsokudōro und im Osten von der Stadtautobahn Tokio C1 begrenzt. Zahlreiche internationale Mode- und Luxusgütermarken haben auf der Chūō-dōri (中央通り, ‚Zentralstraße‘, auch 銀座通り, Ginza-dōri genannt), der zentralen Straße der Ginza, und deren zum Teil namenlosen Seitenstraßen ihre Filialen. An der Kreuzung Chūō-dōri und Harumi-dōri befinden sich die bekannten Edel-Kaufhäuser Wako und Mitsukoshi sowie das mit zahlreichen Leuchtreklamen versehene, zylinderförmige San’ai-Gebäude und die Nissan Gallery. Die ansonsten befahrbare Chuo-dōri wird am Wochenende für Autos gesperrt und verwandelt sich damit in eine reine Fußgängerzone mit mitten auf der Straße aufgestellten Sonnenschirmen und Stühlen. Unter der Chuo-dōri fährt die Ginza-Linie der Tōkyō Metro.
Nördlich der Ginza liegt der Bahnhof Tokio. In der Ginza treffen sich auch mehrere U-Bahn-Linien, unter anderem die Ginza-Linie, die älteste U-Bahn Tokios, die von dem Viertel auch ihren Namen erhielt.

## Geschichte
Ginza war einer der ersten Stadtteile Tokios, welche der Bucht von Tokio abgerungen wurden. Im Jahr 1612 in der Edo-Zeit wurde in diesem Gebiet eine Silbermünzstätte gegründet, von der sich der Name Ginza (Gin ‚Silber‘ und Za ‚Ort, Lager‘) ableitet. Nachdem Ginza 1872 vollständig niederbrannte, wurde die Gegend vom britischen Architekten Josiah Conder und dem Ingenieur Thomas J. Waters komplett neu aufgebaut. Sie verbreiterten die Straße von 12,6 auf 27 Meter und errichteten entlang der breiten Bürgersteige, auf denen Gaslaternen standen, eine lange Zeile von zweigeschossigen Ziegelgebäuden mit vorgesetzten Balkons. Nach dem Vorbild von Paris und London entstand so die erste Flaniermeile in Japan. Nach Anlaufschwierigkeiten, vor allem durch die hohen Preise der neuen Gebäude, fühlten sich die Tokioter bald im neuartigen Stadtteil wohl, der Weiterentwicklung zum Vergnügungsviertel stand nichts mehr im Wege. Im frühen zwanzigsten Jahrhundert war aber Asakusa das beliebteste Amüsierviertel in Tokio, erst in der Nachkriegszeit rückte Ginza auf den ersten Rang vor.
Heute ist der Name Ginza gleichbedeutender Ausdruck für Einkaufsstraße geworden, so gibt es nun in ganz Japan Ginzas.

## Hotels
In Ginza befinden sich zahlreiche Hotels. Das inzwischen geschlossene Seiyo Ginza gehörte der Luxus-Klasse an. Zur gehobenen Kategorie gehören unter anderem das Hyatt Centric Ginza, das Ginza Grand, zwei Hotels der Mitsui Fudōsan Gruppe, das Marriott Tokyo Ginza Hotel sowie das Courtyard by Marriott Hotel Tokyo Ginza. In der Mittel-Klasse findet man unter vielen anderen das Mercure, das Ginza Capital Hotel, das Gracery oder das Solaria Hotel.

## Berühmte Kaufhäuser und Ladengeschäfte
Zu den bekannten Kaufhäusern und Geschäften zählen die gehobenen Kaufhausketten Mitsukoshi und Matsuya. Seit 2014 existiert das Einkaufszentrum Kirarito Ginza, seit 2017 sowohl das Ginza Six (ehemals Matsuzakaya) als auch das Ginza Marronier Gate (ehemals Printemps). Edle Luxusgüter, unter anderem Schmuck, Porzellan und Handtaschen findet man bei Wakō. Das Seibu bietet neben einer Lebensmittelabteilung auch bekannte Kleidungsmarken, Videospiele und eine Buchhandlung. Perlen, Uhren, Schmuck oder Schreibgeräte offerieren unter anderem Mikimoto, Cartier, Bulgari, Harry Winston, Tiffany & Co., Piaget, Vacheron Constantin, Montblanc,  Van Cleef & Arpels, D. Swarovski, Damiani oder Pandora. Großflächige Modegeschäfte sind unter anderem der Ginza Armani-Tower, der Abercrombie & Fitch Flagship Store, das Louis Vuitton Building und das Gucci Building. Der größte Zara-Store der Welt befindet sich ebenfalls in Ginza. International bekannte Mode- und Accessoiresmarken wie Celine, Dior, Chanel, Chloé, Salvatore Ferragamo, Ermenegildo Zegna, Prada, Valentino, Fendi, Alfred Dunhill, Michael Kors, Furla oder auch Uniqlo, H&M und GU Japan haben auf der Chuo-Dori ihre Niederlassungen. Technik findet sich im Apple Store in Ginza und Kosmetik im House of Shiseido. Bei Yamaha werden Musikinstrumente auch von der berühmten österreichischen Tochter  Bösendorfer angeboten, bei Takumi Artikel für Handwerkskunst sowie Souvenirs und bei Ito-ya Schreibwaren. Auch die weltweit bekannten Marken  Swarovski und Riedel unterhalten Flagship Stores in der Ginza. In Seiten- oder Parallelstraßen der Chuo-Dori befinden sich Niederlassungen des New Yorker Modekaufhaus Barneys, des Dover Street Market, von A. Lange & Söhne, Omega SA, Christian Louboutin, Asics, Breitling SA, Longchamp, Hermès, Kiton, Gap Inc. usw. Daneben sind in Ginza unter anderem auch Schuhgeschäfte, Cafés und Galerien angesiedelt.

## Kulturelle Institutionen
Für kulturelle Interessen existiert das Kabukiza-Theater.